# Авдотьїно (Ступінський район)
Авдо́тьїно (рос. Авдотьино) — село Аксиньїнського сільського поселення в Ступінському районі Московської області.

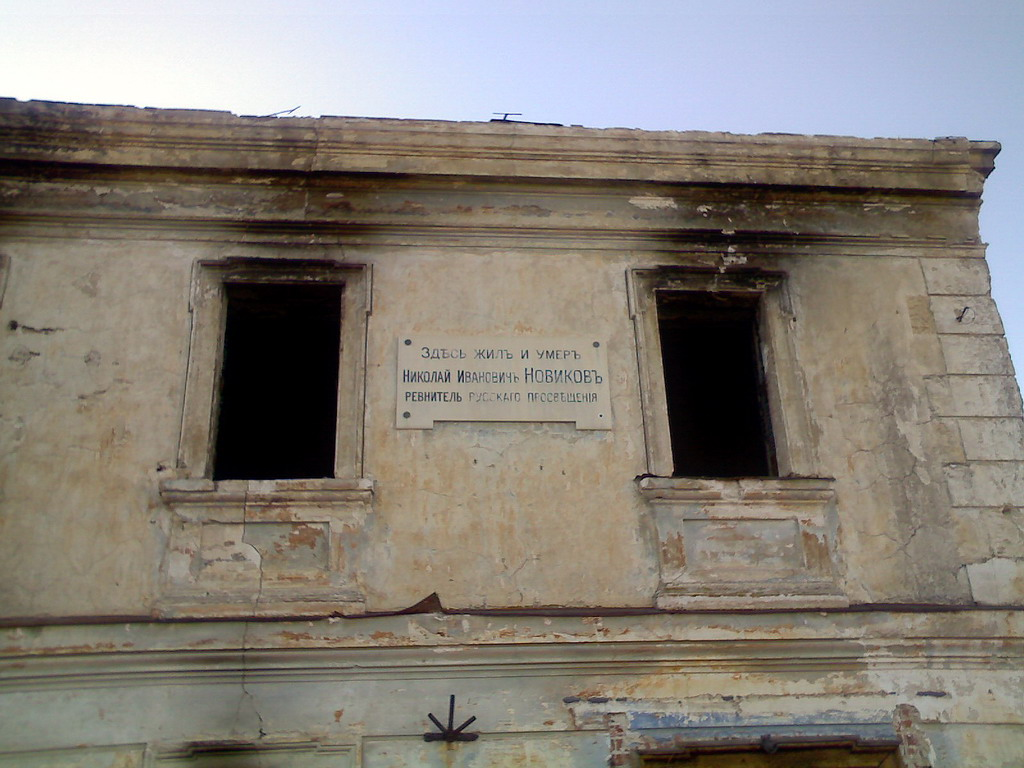
Меморіальна дошка на будинку М. І. Новикова (2007)

У селі знаходилась садиба Новикових, яка не збереглася до наших днів. Тут народився, провів частину свого життя та помер відомий видавець та літератор, «ревнитель російської просвіти» М. І. Новиков.

## Пам'ятки

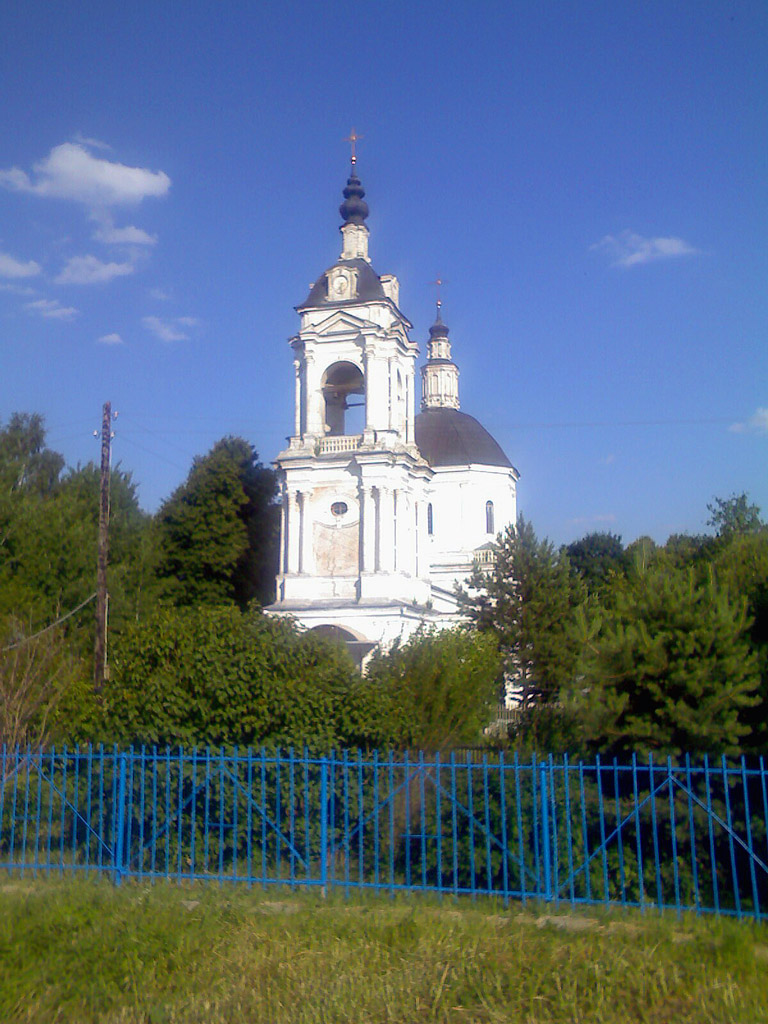
Тихвінська церква, де похований М. І. Новіков

- Церква Тихвінської Божої Матері (середина XVIII століття);
- Дзвіниця (остання чверть XVIII століття, можливо, робота Баженова);
- Селянські хати — пам'ятник історії федерального значення;
- Залишки парку при садибі Новикових.